# Marązy
Marązy (deutsch Maransen) ist ein kleiner Ort in der polnischen Woiwodschaft Ermland-Masuren und gehört zur Gmina Olsztynek (Stadt- und Landgemeinde Hohenstein i. Ostpr.) im Powiat Olsztyński (Kreis Allenstein).

## Geographische Lage
Marązy liegt westlich des Großen Maransensees (polnisch Jezioro Maróz) im Südwesten der Woiwodschaft Ermland-Masuren, 33 Kilometer südöstlich der früheren Kreisstadt Osterode in Ostpreußen (polnisch Ostróda) bzw. 25 Kilometer südlich der heutigen Kreismetropole und Woiwodschaftshauptstadt Olsztyn (deutsch Allenstein).

## Geschichte
Der kleine Ort Morensen, nach 1414 Maronsen genannt, entstand als Forststelle, die später als Försterei (auch: „Revierförsterei“) zum Staatsforst Hohenstein i. Ostpr. (polnisch Olsztynek) gehörte. 1874 wurde der Gutsbezirk Maransen, Forst in den Amtsbezirk Hohenstein i. Ostpr.-Land im Kreis Osterode in Ostpreußen aufgenommen. Bis 1945 war Maransen ein Wohnplatz der Gemeinde Nadrowo (Nadrau).
1945 wurde das gesamte südliche Ostpreußen in Kriegsfolge an Polen überstellt. Maransen erhielt die polnische Namensform „Marązy“ und ist heute als Waldsiedlung dem Schulzenamt (polnisch Sołectwo) Swaderki (Schwedrich) innerhalb der Stadt- und Landgemeinde Olsztynek (Hohenstein i. Ostpr.) im Powiat Olsztyński (Kreis Allenstein) zugeordnet, bis 1998 der Woiwodschaft Olsztyn, seither der Woiwodschaft Ermland-Masuren mit Sitz in Olsztyn (Allenstein) zugehörig.

## Kirche
Bis 1945 war Maransen in die evangelische Pfarrkirche Hohenstein (Ostpreußen) in der Kirchenprovinz Ostpreußen der Kirche der Altpreußischen Union, außerdem in die römisch-katholische Pfarrkirche in Hohenstein, Bistum Ermland, eingepfarrt.
Heute gehört Marązy katholischerseits zur Stadtkirche in Olsztynek, jetzt im Dekanat Olsztynek im Erzbistum Ermland gelegen, sowie zur dortigen evangelischen Kirchengemeinde, einer Filialgemeinde der Christus-Erlöser-Kirche Olsztyn in der Diözese Masuren der Evangelisch-Augsburgischen Kirche in Polen.

## Verkehr
Marązy ist lediglich auf dem Landwege zu erreichen: von Nadrowo (Nadrau), von Swaderki (Schwedrich) und von Świerkocin (Schwirgstein). Eine Bahnanbindung besteht nicht.